# 馬路村

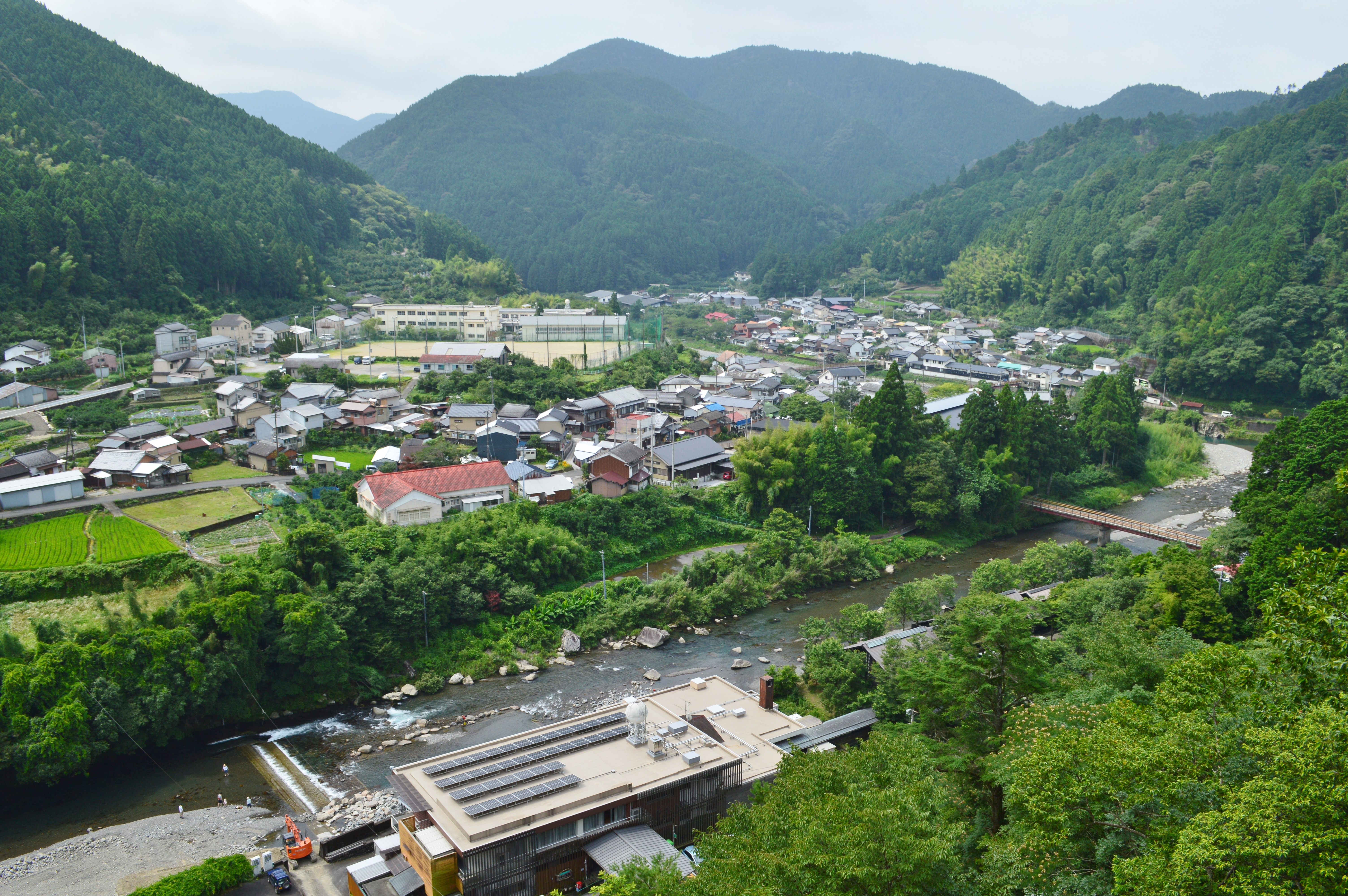
馬路地区

馬路村（うまじむら）は、高知県安芸郡にある村。1,000メートル級の山々を隔てて北は徳島県の那賀町と海陽町、西は高知県安芸市と接する。また、南は安田町、東は北川村と接している。

## 概要
高知県34市町村で人口が2番目に少ない。幾度の市町村合併の機会も村民の反対多数によって合併協議を離脱し、独立を保っている。「日本で最も美しい村連合」加盟村の一つ。

## 地理

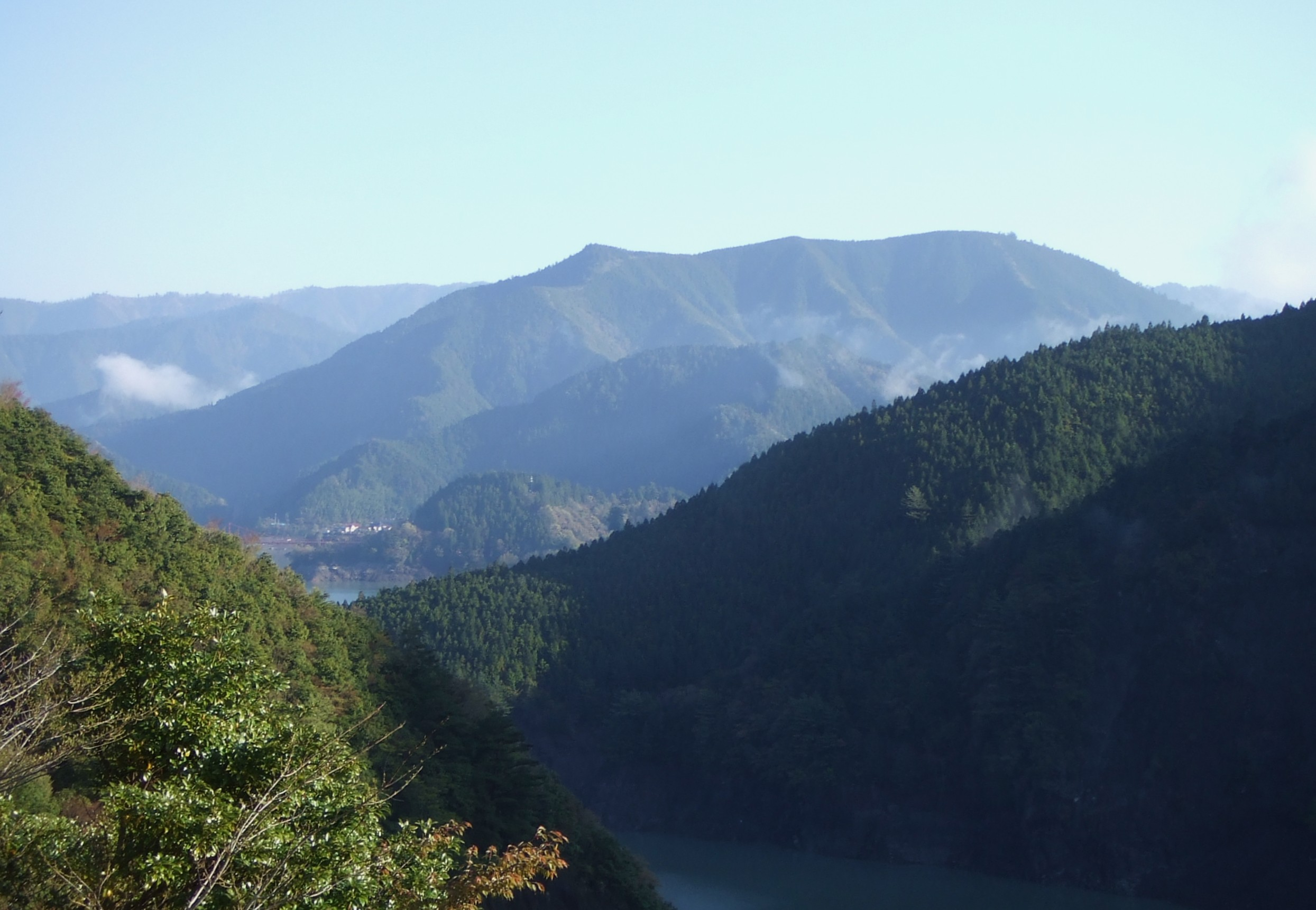
千本山

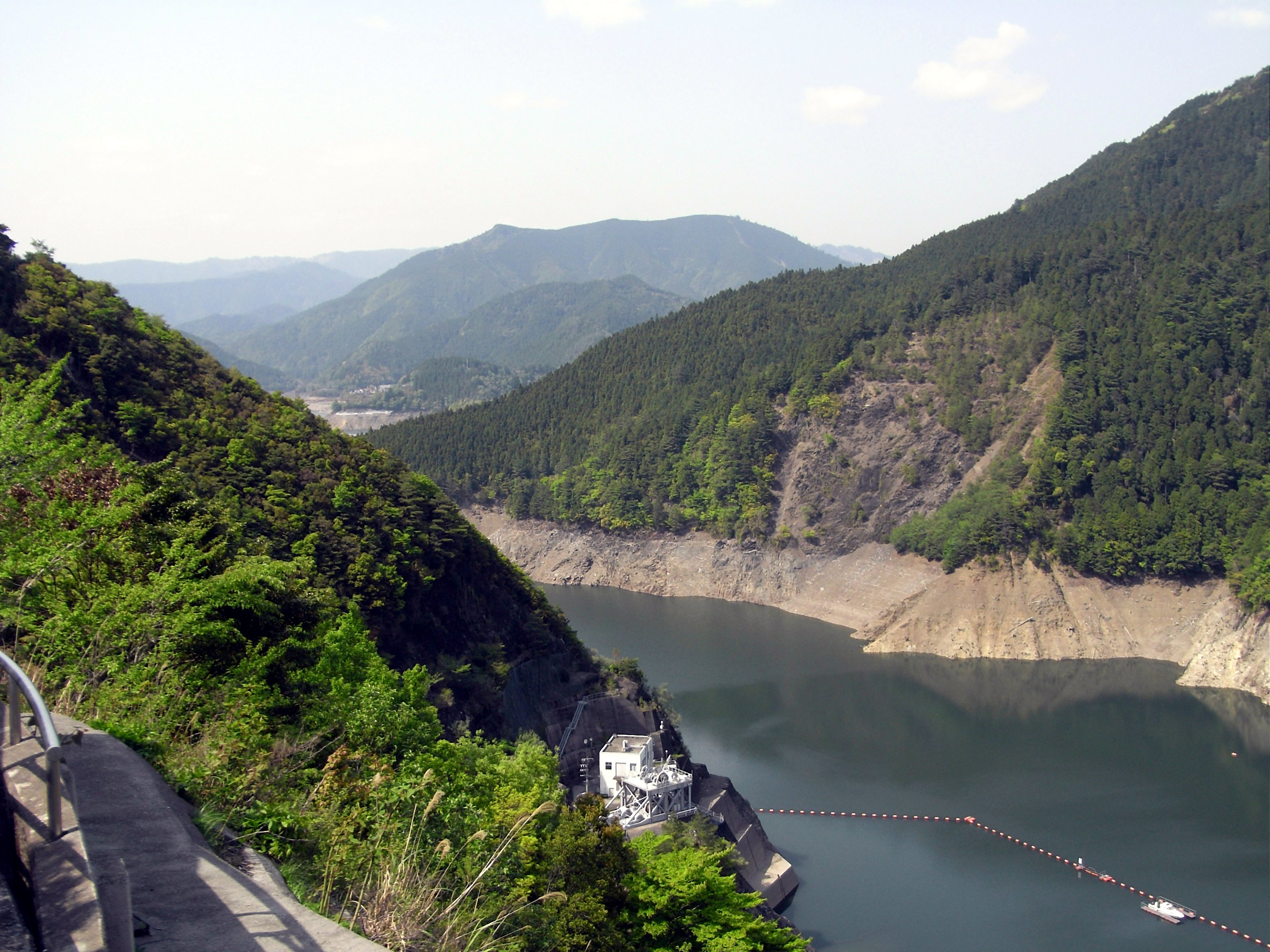
魚梁瀬ダム

村内は馬路地区と魚梁瀬（やなせ）地区に分かれている。両地区間の行き来は、道路の都合上、北川村域を経由する。面積の96%を山林が占めている。うち、国有林が占める割合は75%に上る。

### 地形

#### 山地
主な山
- 甚吉森 (1,423m)
- 烏帽子ヶ森 (1,320m)
- 天狗森 (1,295m)
- 鐘ヶ龍森 (1,126m)
- 千本山 (1,084m)
- 亀谷山 (1,083m)
- 八杉森 (1,029m)

#### 河川
主な川
- 安田川
- 奈半利川

#### 湖沼
主な湖
- 魚梁瀬湖

### 気候
- 山間部に位置するため内陸性気候であるが、太平洋で発生する黒潮上の湿った気流が四国山地に吹き付ける影響で雨が多く、日本屈指の多雨地帯である。
- 魚梁瀬にある気象庁設置の雨量計による年間平均降水量は4,000mmを超えており、2011年7月19日に観測した日降水量851.5mmは、日本の観測史上歴代2位の記録である[2][注釈 1]。
- 天気予報で用いられる高知県東部地方の天気は、海岸部の室戸岬を基準にしているため、村では当てはまらないことが多い。

| 魚梁瀬（1991年 - 2020年）の気候    | 魚梁瀬（1991年 - 2020年）の気候 | 魚梁瀬（1991年 - 2020年）の気候 | 魚梁瀬（1991年 - 2020年）の気候 | 魚梁瀬（1991年 - 2020年）の気候 | 魚梁瀬（1991年 - 2020年）の気候 | 魚梁瀬（1991年 - 2020年）の気候 | 魚梁瀬（1991年 - 2020年）の気候 | 魚梁瀬（1991年 - 2020年）の気候 | 魚梁瀬（1991年 - 2020年）の気候 | 魚梁瀬（1991年 - 2020年）の気候 | 魚梁瀬（1991年 - 2020年）の気候 | 魚梁瀬（1991年 - 2020年）の気候 | 魚梁瀬（1991年 - 2020年）の気候 |
| 月                                 | 1月                             | 2月                             | 3月                             | 4月                             | 5月                             | 6月                             | 7月                             | 8月                             | 9月                             | 10月                            | 11月                            | 12月                            | 年                              |
| ---------------------------------- | ------------------------------- | ------------------------------- | ------------------------------- | ------------------------------- | ------------------------------- | ------------------------------- | ------------------------------- | ------------------------------- | ------------------------------- | ------------------------------- | ------------------------------- | ------------------------------- | ------------------------------- |
| 降水量 mm （inch）                 | 100.9 (3.972)                   | 170.5 (6.713)                   | 266.4 (10.488)                  | 333.8 (13.142)                  | 383.5 (15.098)                  | 589.0 (23.189)                  | 721.5 (28.406)                  | 690.8 (27.197)                  | 642.4 (25.291)                  | 300.6 (11.835)                  | 169.9 (6.689)                   | 114.7 (4.516)                   | 4,484 (176.535)                 |
| 平均降水日数 （≥1.0 mm）           | 6.9                             | 7.9                             | 11.4                            | 11.0                            | 12.0                            | 15.9                            | 14.9                            | 14.8                            | 14.2                            | 10.6                            | 8.1                             | 6.6                             | 134.5                           |
| 出典1：Japan Meteorological Agency |                                 |                                 |                                 |                                 |                                 |                                 |                                 |                                 |                                 |                                 |                                 |                                 |                                 |
| 出典2：気象庁                      |                                 |                                 |                                 |                                 |                                 |                                 |                                 |                                 |                                 |                                 |                                 |                                 |                                 |

### 人口
| |                                        |  |
| 馬路村と全国の年齢別人口分布（2005年） | 馬路村の年齢・男女別人口分布（2005年） |  |
| ■紫色 ― 馬路村 ■緑色 ― 日本全国 | ■青色 ― 男性 ■赤色 ― 女性              |  |
| 馬路村（に相当する地域）の人口の推移 \| 1970年（昭和45年） \| 2,134人 \| \| \| 1975年（昭和50年） \| 1,907人 \| \| \| 1980年（昭和55年） \| 1,740人 \| \| \| 1985年（昭和60年） \| 1,501人 \| \| \| 1990年（平成2年） \| 1,313人 \| \| \| 1995年（平成7年） \| 1,242人 \| \| \| 2000年（平成12年） \| 1,195人 \| \| \| 2005年（平成17年） \| 1,170人 \| \| \| 2010年（平成22年） \| 1,013人 \| \| \| 2015年（平成27年） \| 823人 \| \| \| 2020年（令和2年） \| 745人 \| \| |                                        |  |
| 総務省統計局 国勢調査より |                                        |  |
| 1970年（昭和45年） | 2,134人                                |  |
| 1975年（昭和50年） | 1,907人                                |  |
| 1980年（昭和55年） | 1,740人                                |  |
| 1985年（昭和60年） | 1,501人                                |  |
| 1990年（平成2年） | 1,313人                                |  |
| 1995年（平成7年） | 1,242人                                |  |
| 2000年（平成12年） | 1,195人                                |  |
| 2005年（平成17年） | 1,170人                                |  |
| 2010年（平成22年） | 1,013人                                |  |
| 2015年（平成27年） | 823人                                  |  |
| 2020年（令和2年） | 745人                                  |  |

### 隣接自治体
高知県
- 安芸市
- 安芸郡安田町
- 安芸郡北川村

徳島県
- 那賀郡那賀町
- 海部郡海陽町

## 歴史

### 沿革
- 1889年 - 馬路村と魚梁瀬村が合併し、現在の馬路村となる。
- 1964年 - 魚梁瀬ダム建設に伴い、魚梁瀬地区が現在地に移転。
- 1965年 - 魚梁瀬ダム供用開始。旧魚梁瀬地区が水没。
- 1979年 - 馬路温泉（コミュニティセンターうまじ）開館。
- 1997年 - 魚梁瀬小中学校にて「山の学校留学制度（山村留学）」開始。

## 政治

### 行政

#### 村長
- 上治堂司　1998年4月22日～2018年4月21日
- 山崎出　　2018年4月22日～現職

## 施設

### 警察
- 安芸警察署馬路駐在所 - 安芸郡馬路村大字馬路2197番地1

### 消防
- 中芸広域連合消防署馬路分署

### 郵便局
主な郵便局
- 馬路郵便局
- 魚梁瀬郵便局

※ 集配業務は奈半利郵便局が行う

## 対外関係

### 姉妹都市・提携都市
馬路村には2021年現在、姉妹都市・提携都市は存在しない。

#### 国内
その他
- 日本で最も美しい村連合
  - 美しい村づくり、ロゴマークの活用、サポーター会員制度、イベントの開催、広報活動を行っている地方自治体や地域の連合体に参加している。

## 経済

### 第一次産業

#### 林業
魚梁瀬杉が有名。江戸時代には土佐藩が御留山として保護してきた。村の木に加えて県の木ともなっており、建築材や工芸品の製造・販売を行っている。以前は両地区に営林署があり、魚梁瀬営林署では全国でも数少ない黒字を計上していたが、林野庁による営林署再編計画によって安芸森林管理署が管轄する事務所へ格下げされている。なお、2017年の伐採をもって天然杉の大径木の伐採は中断されている。

#### 農業
近隣の農業協同組合が合併する中、馬路村農業協同組合は単独での生き残りを図り、馬路村の製品であることを前面に出して村自体を売る「おらが村方式」による村内販売所の整備や物産展への出展、通信販売の充実等によってユズ加工品の全国ブランド化に成功。
1965年（昭和40年）頃にユズの栽培が本格的に始まったが、馬路村のユズは無骨な形で見栄えが悪く、青果としての販売は低迷した。1975年（昭和50年）、馬路村農協がユズの果汁を利用した加工品としてユズ酢やユズ佃煮、ユズジャム、ユズ味噌などの生産を始めた。
1986年（昭和61年）には、現在の主力商品のひとつである濃縮ジュース「ゆーず」が商品化され、1988年（昭和63年）の「ごっくん馬路村」も人気商品として定着した。
ユズの加工品の売上高は1980年（昭和55年）頃に3,000万円ほどだったが、1988年に1億円を突破した。同年には「日本の101村展」でジュース「ゆずの村」が最優秀賞を受賞して売上が急上昇し、1990年（平成2年）の同展ではごっくん馬路村が農産部門賞を受賞した。
売上高は1993年（平成5年）に10億円を超え、1998年（平成10年）に20億円を超えた。2000年（平成12年）にはインターネットでの通信販売が開始され、2005年（平成17年）に売上高が30億円を突破した。当初はユズの果汁を使った商品が中心だったが、1996年（平成8年）からユズ皮を使ったふりかけ「パッと馬路村」や茶漬け、こぶ茶などが商品化され、ユズの香りを活かした入浴剤や化粧水なども生まれた。
地域特産品としては珍しく、テレビコマーシャルが放映されており、高知県内のみならず四国・中国地方の各県や青森県などでも放映されている。
2020年（令和2年）9月、信用事業を終了し、専門農協となった（高知県信用農業協同組合連合会馬路村代理店を、同組合本所で受託を開始）。

### 第二次産業

#### 工業
- 木材加工
- 食品加工

### 金融機関
- 高知県信用農業協同組合連合会馬路村代理店（馬路村農業協同組合本所内に設置） - 指定金融機関

### 民間企業
- ミトネデザイン｜高知の山奥にあるデザイン事務所 （2022年6月〜）

## 教育
村立の小中一貫教育校が2校ある。

### 小中学校
村立
- 馬路村立馬路小中学校
- 馬路村立魚梁瀬小中学校

## 交通

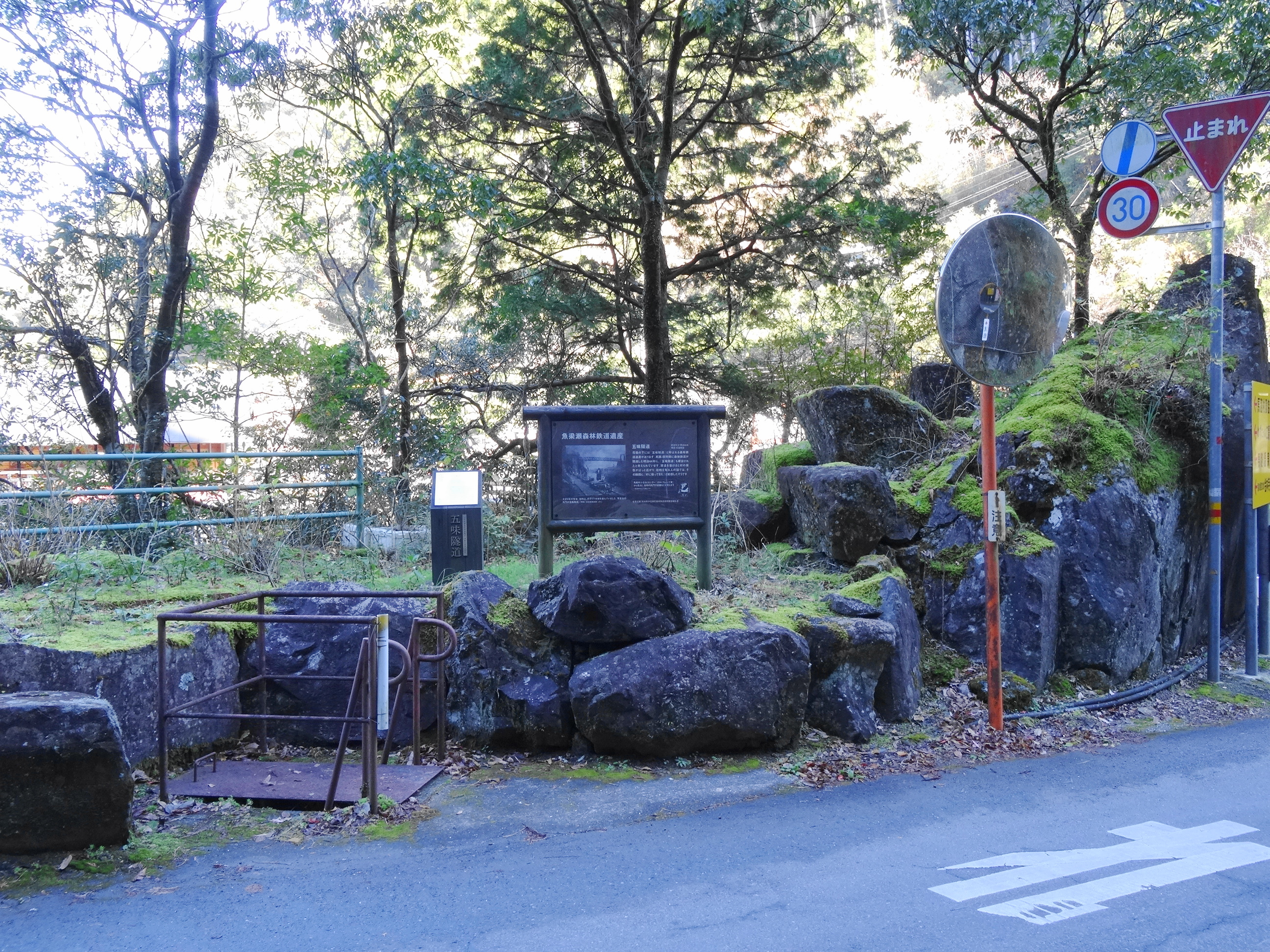
魚梁瀬森林鉄道五味隧道跡付近

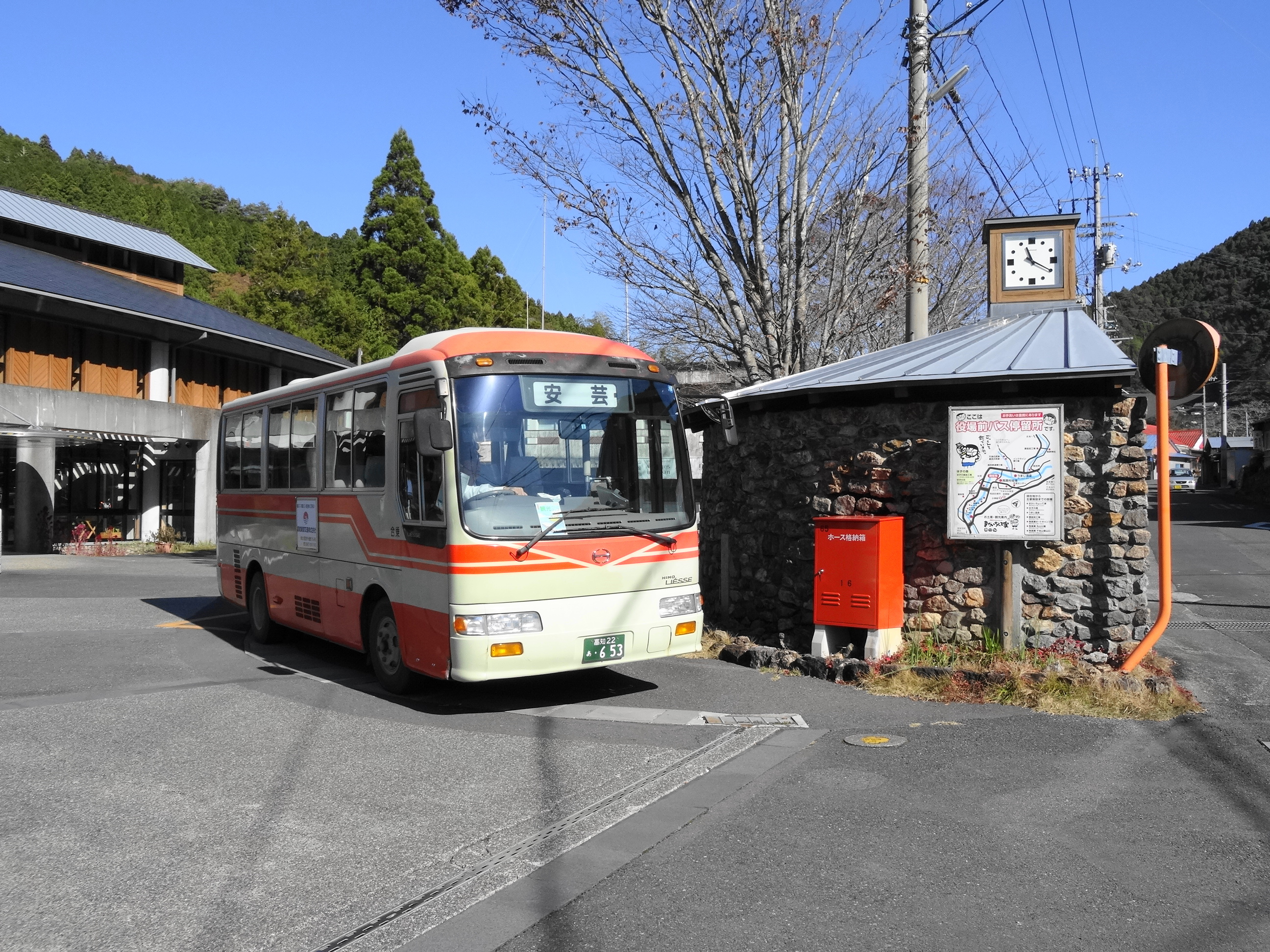
役場前バス停

### 空路
- 最寄りの空港は高知龍馬空港（南国市）である。

### 鉄道
- 最寄り鉄道駅は、土佐くろしお鉄道阿佐線（ごめん・なはり線）安田駅（安田町）である。

かつては村内各所や田野、奈半利等に魚梁瀬森林鉄道が通っており、一部路線では一般客も乗車可能であったが、現在は廃止されている。
なお、観光用に再現された森林鉄道は、下記の2ヵ所がある。
- 馬路森林鉄道（馬路地区）
- 魚梁瀬森林鉄道（魚梁瀬地区・復元）

### バス

#### 路線バス
- 高知東部交通
  - 安芸営業所 - 安芸駅 - 安田 - 馬路 - 魚梁瀬

村内はすべて自由乗降区間内にあり、停留所以外でも自由に乗降できる。便数は1日4往復となっており、半数は役場で折り返す。また、日祝はこの区間便が1往復減少する。

### 道路

#### 国道
- なし

#### 県道
主要地方道
- 高知県道12号安田東洋線
- 高知県道54号魚梁瀬公園線

一般県道
- 高知県道370号千本山魚梁瀬線

その他
- 他にも他市町村へ繋がる道はあるが、一般の自動車での走行は難しいオフロード（林道）のため、アクセス道路としてはあまり機能していない。

## 観光

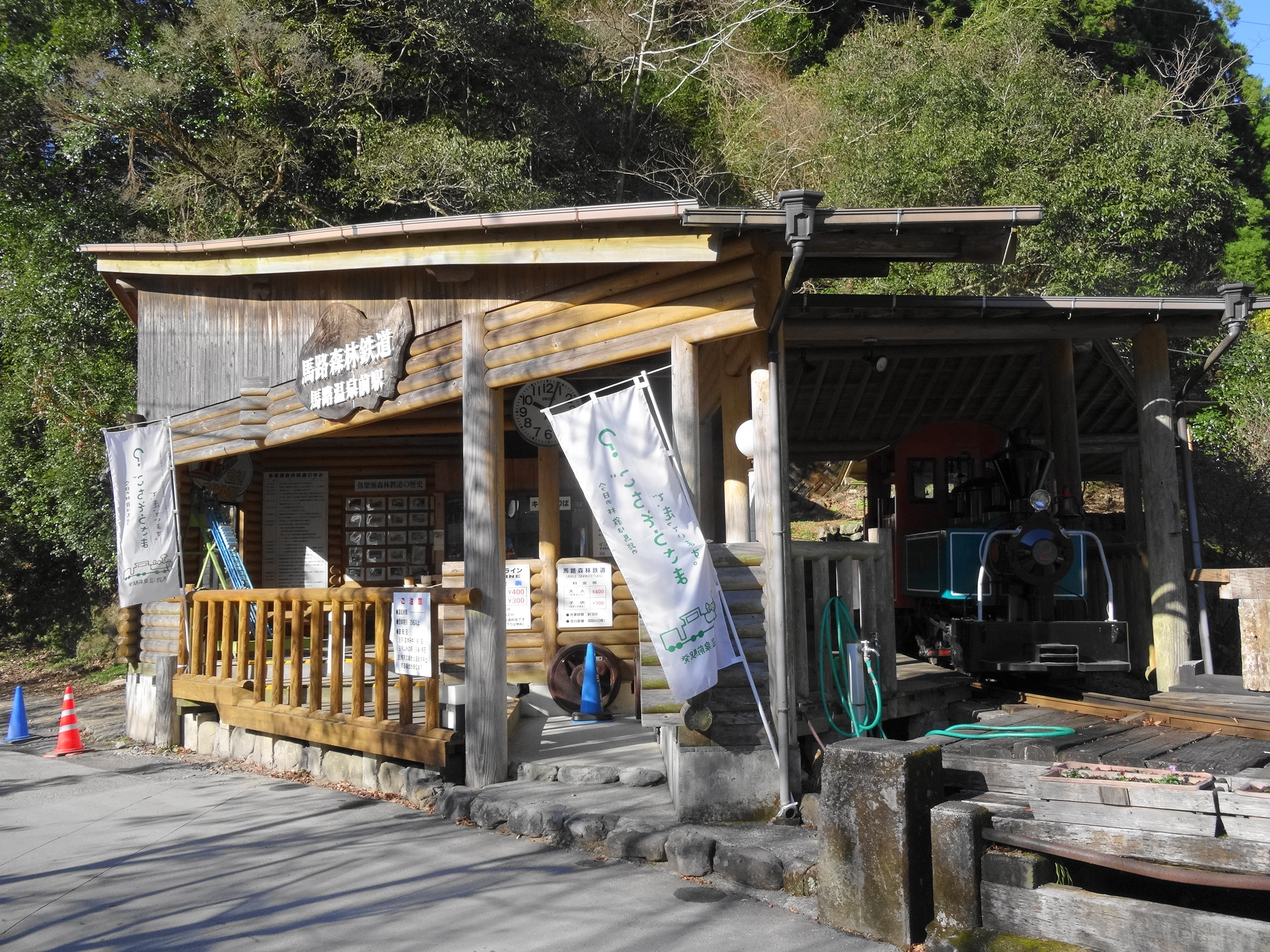
馬路森林鉄道

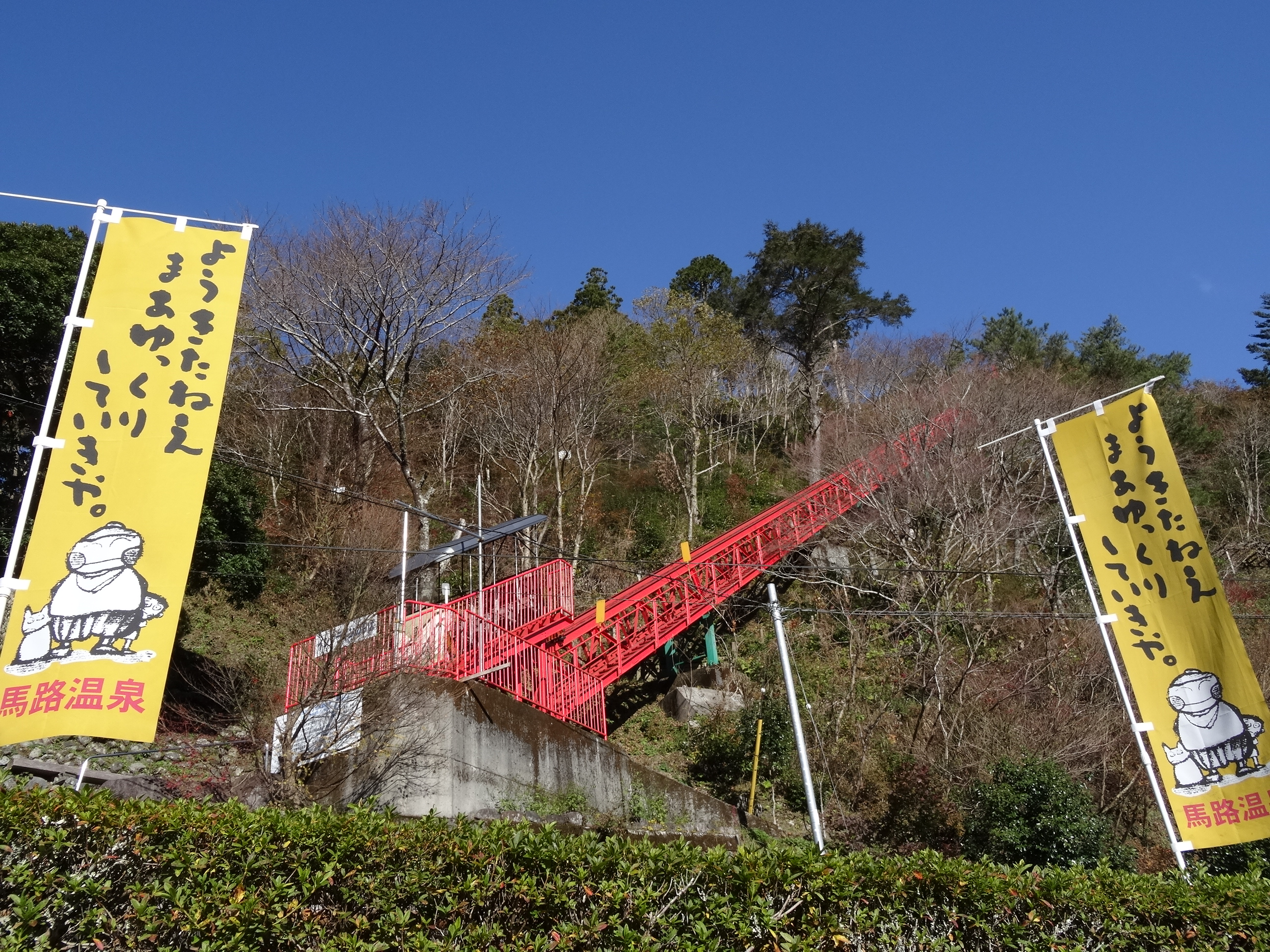
インクライン

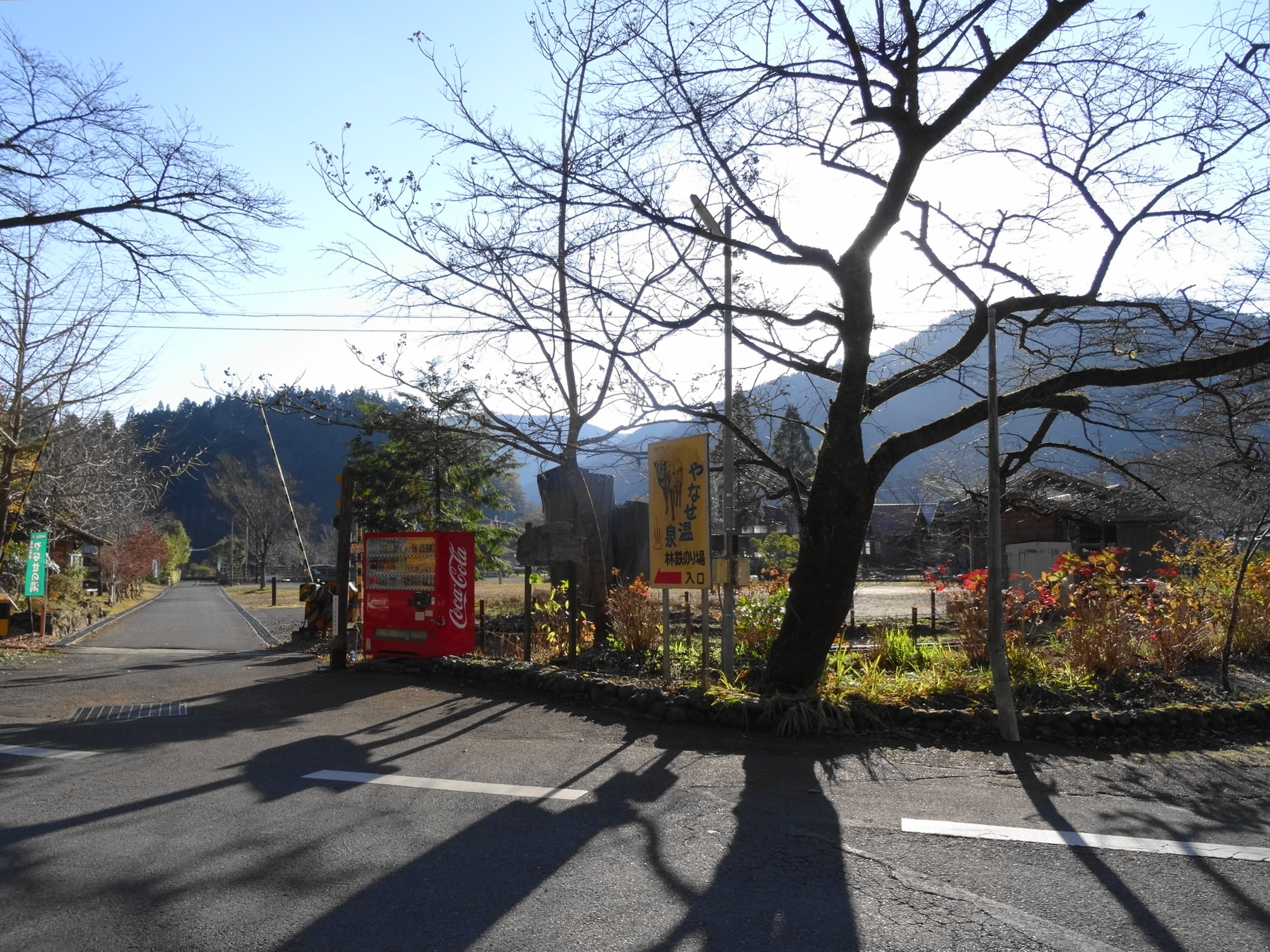
丸山公園

温泉やキャンプ場を整備し宿泊施設を充実させた上で、森林鉄道の復元、ものづくり体験教室、村長や農業協同組合役員など村を知り尽くした人による村内案内ツアーなど、村の特産・自然を生かした体験参加型の観光が浸透している。

### 名所・旧跡
主な寺院
- 金林寺 - 薬師堂が国の重要文化財に指定されている。

主な神社
- 熊野神社 - 袈裟襷文銅鐸（県指定文化財）所蔵
- 魚梁瀬熊野神社

### 観光スポット
自然
- 西川渓谷
- 東川渓谷
- 千本山（森の巨人たち百選選定 日本三大美林）

公園
- 魚梁瀬県立自然公園
  - 丸山公園（魚梁瀬温泉、森林鉄道、桜）
  - 魚梁瀬大橋（魚梁瀬ダム）

温泉
- 馬路温泉（森林鉄道、馬路村インクライン）
- やなせの湯

#### 集落活動センター
- 集落活動センターやなせ[5]

その他
- 馬路村天保の民家
- ごっくん工場（ユズ加工品生産工場）

## 文化・名物

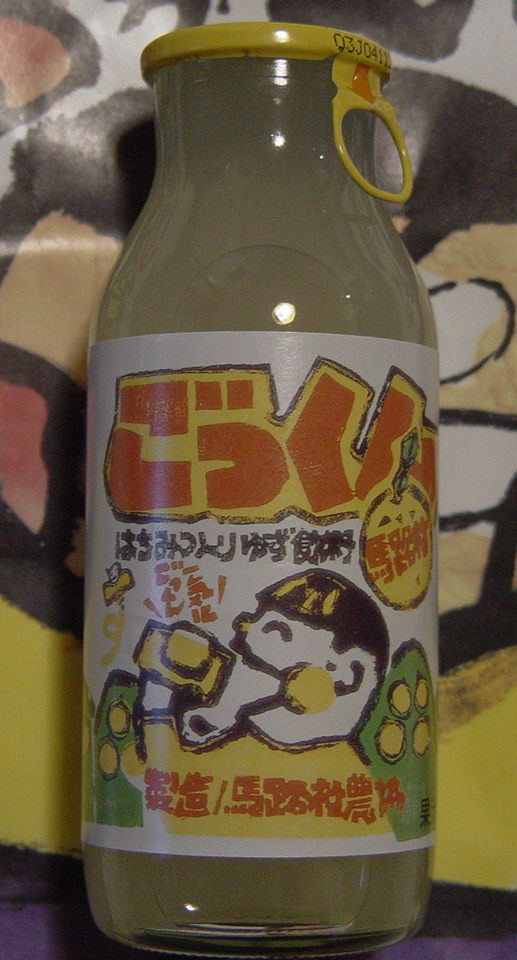
ごっくん馬路村

### 祭事・催事
- 魚梁瀬桜祭り（4月上旬）
- フェスティバル魚梁瀬（7月中旬）
- 馬路納涼祭（温泉祭）（8月15日）
- 馬路おしどりマラソン大会（9月第3日曜日）
- おらが村心臓やぶりフルマラソン大会（10月上旬）
- ゆずはじまる祭り（11月3日）
- 熊野神社大祭（魚梁瀬地区: 10月中旬、馬路地区: 12月第1土曜日・日曜日）

### 名産・特産
- ユズ・ユズ加工品（ジュース「ごっくん馬路村」、ポン酢醤油「ゆずの村」等）
- シイタケ
- 田舎ずし（ユズ酢を使った酢飯の山菜寿司）
- 天然魚梁瀬杉（建築材、木工芸品）

### 出身関連著名人
- 清岡重清 - 無双直伝英信流居合術第17代宗家大江正路の娘婿、ブリティッシュ・コロンビア大学名誉教授・ロイ・ケンジー・キヨオカの父、映画監督・フミコ・キヨオカの祖父

## 広報・広聴関係
- 「馬路村特別村民」
  - 2003年（平成15年）から登録を受け付けている。登録すると特別住民票が発行され、広報誌が送られてくる等の特典がある。2005年（平成17年）7月に実際の人口を抜いている。